# Ekonomiåret 1977

## Händelser

### Januari
- 10 januari - Sveriges ekonomiminister Gösta Bohman presenterar den svenska budgetpropositionen.[1]

### Mars
- 18 mars - Svenska staten övertar Götaverken.[1]
- 22 mars - Volvokoncernen presenterar sitt bokslut för 1976. Resultatet förbättrades med 16 % på grund av bland annat högre produktivitet i fabrikerna samt fortsatta framgångar på lastbilssidan.[1]
- 30 mars – På SEB:s bolagsstämma beslutas att de anställda skall få vinstandelar.[1]

### April
- April – Närmare 140 000 personer i Finland går arbetslösa.[1]
- 1 april – En spontan taxibojkott inleds i Moskva, där resans pris höjts från motsvarande 60 öre till motsvarande 1:20 SEK per kilometer.[1]
- 4 april - Sverige devalverar kronan med 6 % samt inför prisstopp.[1] Även Danmark och Norge devalverar.
- 14 april - Sveriges regering lägger ut beställningar genom Televerket på för 300 miljoner SEK till LM Ericsson.[1]
- 21 april - Förenade arabemiraten uppges under 1976 ha haft världens högsta per capita-inkomst.[1]
- 23 april – Bukowskis våraktion omsätter 8 562 190 svenska kronor.[1]
- 27 april - Schweizerfrancen sjunker på Londons valutaskandal sedan schweiziska Credit Suisse hamnat i likviditetskris.[1]

### Maj
- 2 maj - Entreprenadföretag från alla världens hörn inbjuds av danska staten för en så kallad "kvalificeringsrond" inför anbudstävlingen om Stora Bältbron.[1]
- 22 maj - Sista resan med Orientexpressen avgår.[1]
- 25 maj - 45-årige civilingenjören Bo Abrahamsson väljs till ny VD för Gränges.[1]

### Juni
- 1 juni - Sveriges riksdag röstar med siffrorna 163-160 för svenskt inträde i IDB.[1]

### Juli
- 7 juli - Schweiziska bankfederationen skriver på en överenskommelse om väsentlig lättnad av Schweiz berömda banksekretess, vilket i fortsättningen ger icke-schweiziska myndigheter insyn i konton där de misstänker att "svarta pengar" sätts in.[1]
- 12 juli - Spanien devalverar sin peseta med 24 %.[1]
- 19 juli - Malmö tingsrätt dömer BT Kemi till drygt 500 000 svenska kronor i skadestånd för förstörda odlingar i Teckomatorp.[1]

### Augusti
- 15 augusti - BT Kemi meddelar att fabriken i Teckomatorp omedelbart skall stängas igen.[1]
- 28 augusti - Volvos direktör Pehr G. Gyllenhammar meddelar att Volvo beslutat dra sig ur storfusionen Saab-Scania.[1]
- 29 augusti - Sverige devalverar sin krona med 10 % och lämnar Valutaormen.[1]

### Oktober
- 12 oktober - Sveriges biståndsminister Ola Ullsten förklarar för FN att Sverige skall efterskänkas de fattigaste utvecklingsländernas skulder.[1]

### November
- 22 november - Electrolux erbjuder sig köpa Husqvarna AB.[1]

### December
- 6 december - Sveriges riksdag röstar med siffrorna 231-59 för att förbjuda enarmade banditer från årsskiftet 1978-1979.[1]

## Bildade företag
- British Aerospace, brittisk flyg- och försvarsindustriföretag.
- Svenska Varv,  statligt företag som bildades för att avveckla den svenska varvsindustrin.

## Uppköp
- Falcon och Sandwalls, svenska bryggeriföretag som köps upp av Pripps och slås samman.

## Konkurser
- 14 juni - Algots, svenskt textilföretag.[1]

## Priser och utmärkelser
- Sveriges Riksbanks pris i ekonomisk vetenskap till Alfred Nobels minne delas mellan Bertil Ohlin och James Meade.

## Födda
- 27 september – Cristina Stenbeck, svensk-amerikansk affärskvinna.
- Chad Hurley, en av grundarna till Youtube.

## Avlidna
- 6 januari – Hugo Stenbeck, svensk finansman.
- 29 oktober – Erik David Lindblom, svensk ingenjör och industriman.

### Fotnoter
1. 1 2 3 4 5 6 7 8 9 10 11 12 13 14 15 16 17 18 19 20 21 22 23 24 25   Horisont 1977. Bertmarks